# Kevin Kline
 (mai 2008).
Si vous disposez d'ouvrages ou d'articles de référence ou si vous connaissez des sites web de qualité traitant du thème abordé ici, merci de compléter l'article en donnant les références utiles à sa vérifiabilité et en les liant à la section « Notes et références ».
Pour les articles homonymes, voir Kline.
Kevin Kline est un acteur américain, né le 24 octobre 1947 à Saint-Louis (Missouri).

## Biographie
Kevin Kline est né le 24 octobre 1947 à Saint-Louis (Missouri).
Aîné d'une fratrie de quatre enfants, Kevin est le fils de Peggy et Robert Kline, propriétaires du plus grand magasin de disques de Saint Louis. Il grandit au sein d'une famille bourgeoise et férue de musique classique.
En 1965, il entre à l'université de l'Indiana où il étudie le piano. Par distraction, il s'inscrit aux cours de théâtre du campus et se découvre une passion pour la comédie. Il change alors de section et obtient son diplôme d'art dramatique en 1970.
La même année, il décroche une bourse d'études et intègre la section Art Dramatique de la Juilliard School à New York.

### Vie privée
Depuis 1989, il est marié à l'actrice Phoebe Cates, qu'il a rencontrée sept ans plus tôt sur le tournage du film Les Copains d'abord.
Ils vivent à New York et ont deux enfants, Owen (1991) et Greta (1994), musicienne autrement connue sous le nom de Frankie Cosmos.

## Carrière
En 1972, il monte la compagnie de théâtre City Center Acting Company avec des camarades de promotion, sous l'égide de l'acteur britannique John Houseman.
La compagnie met en scène des pièces de Shakespeare, des œuvres classiques mais également une comédie musicale, The Robber Bridegroom, et donne des représentations un peu partout aux États-Unis.
Il quitte la troupe en 1976 pour s'installer à New York, faisant une brève apparition sous le personnage de Woody Reed dans le feuilleton télévisé C'est déjà demain (Search For Tomorrow). Il retourne sur les planches en 1978, incarnant le rôle de Bruce Granit dans la comédie musicale On the Twentieth Century, pour lequel il obtiendra son premier Tony Award.
En 1981, il joue lors du New York Shakespeare Festival avec la chanteuse Linda Ronstadt et l'artiste Rex Smith dans une comédie musicale, The Pirates of Penzance, pour laquelle il est récompensé d'un deuxième Tony Award en tant que meilleur acteur principal. Il jouera ensuite ce même rôle dans une adaptation cinématographique qui n'aura qu'un succès très limité.
Dans les années qui suivent, il se produit régulièrement pour le New York Shakespeare Festival, notamment dans les pièces Richard III, Beaucoup de bruit pour rien, Henry V, deux versions de Hamlet dont une qu'il produit, et obtient une nomination aux Tony Awards pour le rôle de Falstaff dans une pièce combinant les deux parties d’Henri IV.
Il s'essaie finalement au cinéma en 1982, décrochant le rôle de Nathan Landau, l'amant détraqué de Meryl Streep dans Le Choix de Sophie. Cette performance lui vaut une nomination aux Golden Globe Awards ainsi qu'aux BAFTA Awards. De 1980 au début des années 1990, Kevin Kline tourne dans plusieurs films réalisés par Lawrence Kasdan, notamment Les Copains d'Abord, Silverado, Grand Canyon et French Kiss avec Meg Ryan. En 1989, il obtient l'Oscar du meilleur second rôle grâce à sa prestation dans Un poisson nommé Wanda. En 1999, il interprète l'ingénieux et charismatique Artemus Gordon (de la série Les Mystères de l'Ouest) dans le film Wild Wild West, aux côtés de Will Smith.
Bien que de nombreux rôles dans des films à gros budget lui aient été proposés, il est toujours resté distant d'Hollywood,.
En 2006, il contribue au casting (avec Meryl Streep, Woody Harrelson, Garrison Keillor, Lily Tomlin…) de The Last Show, film de Robert Altman mettant en scène la dernière de l'émission de radio A Prairie Home Companion.

## Théâtre
- 1978 : On the Twentieth Century de Betty Comden et Adolph Green
- 1981 : The Pirates of Penzance d'Arthur Sullivan
- Richard III, Beaucoup de bruit pour rien, Henry V, Le Roi Lear de William Shakespeare
- 2004 : Henry IV de William Shakespeare
- 2007 : Cyrano de Bergerac d’Edmond Rostand

## Filmographie

### Cinéma

#### Années 1980
- 1982 : Le Choix de Sophie (Sophie's Choice) d'Alan J. Pakula : Nathan Landau
- 1983 : The Pirates of Penzance de Wilford Leach : le roi des pirates
- 1983 : Les Copains d'abord (The Big Chill) de Lawrence Kasdan : Harold
- 1985 : Silverado de Lawrence Kasdan : Paden
- 1986 : Violets Are Blue... de Jack Fisk : Henry Squires
- 1987 : Cry Freedom de Richard Attenborough : Donald Woods
- 1988 : Un poisson nommé Wanda (A Fish Called Wanda) de Charles Crichton : Otto
- 1989 : Calendrier meurtrier (January Man) de Pat O'Connor : Nick Starkey

#### Années 1990
- 1990 : Je t'aime à te tuer (I Love You to Death) de Lawrence Kasdan : Joey Boca
- 1991 : La télé lave plus propre (Soapdish) de Michael Hoffman : Jeffrey Anderson / Dr Rod Randall
- 1991 : Merlin and the Dragons (TV) : le narrateur
- 1991 : Grand Canyon de Lawrence Kasdan : Mack
- 1992 : Jeux d'adultes (Consenting Adults) d'Alan J. Pakula : Richard Parker
- 1992 : Chaplin de Richard Attenborough : Douglas Fairbanks
- 1993 : Président d'un jour (Dave) d'Ivan Reitman : Dave Kovic / Président William Harrison « Bill » Mitchell
- 1993 : The Nutcracker : Le narrateur
- 1994 : Princess Caraboo de Michael Austin : Frixos
- 1995 : French Kiss de Lawrence Kasdan : Luc Teyssier
- 1996 : Le Bossu de Notre-Dame (The Hunchback of Notre Dame) de Gary Trousdale : Phoebus (voix)
- 1997 : Créatures féroces (Fierce Creatures) : Vince McCain / Rod McCain
- 1997 : Ice Storm (The Ice Storm) d'Ang Lee : Ben Hood
- 1997 : In and Out de Frank Oz : Howard Brackett
- 1999 : Le Songe d'une nuit d'été (A Midsummer Night's Dream) de Michael Hoffman : Nick Bottom
- 1999 : Wild Wild West de Barry Sonnenfeld : Artemus Gordon, U.S. Marshal / le président Ulysses S. Grant

#### Années 2000
- 2000 : La Route d'Eldorado (The Road to El Dorado) de Don Paul : Tulio (voix)
- 2001 : The Anniversary Party de Jennifer Jason Leigh et Alan Cumming : Cal Gold
- 2001 : La Maison sur l'océan (Life as a House) d'Irwin Winkler : George Monroe
- 2002 : Le Bossu de Notre-Dame 2 (The Hunchback of Notre Dame II) : Phoebus (voix)
- 2002 : Le Club des empereurs (The Emperor's Club) de Michael Hoffman : William Hundert
- 2004 : De-Lovely d'Irwin Winkler : Cole Porter
- 2006 : La Panthère rose (The Pink Panther) de Shawn Levy : l'inspecteur Dreyfus
- 2006 : The Last Show de Robert Altman : Guy Noir
- 2007 : Trade de Marco Kreuzpaintner : Ray
- 2008 : La Légende de Despereaux (The Tale of Despereaux) de Sam Fell et Robert Stevenhagen : Andre (voix)
- 2008 : Un jour, peut-être (Definitely, Maybe) d'Adam Brooks : Hampton Roth
- 2009 : Joueuse de Caroline Bottaro : Kröger

#### Années 2010
- 2010 : The Extra Man de Robert Pulcini : Henry Harrison
- 2011 : Sex Friends (No Strings Attached) d'Ivan Reitman : Alvin
- 2011 : La Conspiration (The Conspirator) de Robert Redford : Edwin M. Stanton
- 2012 : Freeway et nous (Darling Companion) de Lawrence Kasdan : Joseph
- 2013 : Last Vegas de Jon Turteltaub : Sam
- 2013 : The Last of Robin Hood de Richard Glatzer et Wash Westmoreland : Errol Flynn
- 2014 : My Old Lady d'Israel Horovitz : Mathias Gold
- 2015 : Ricki and the Flash de Jonathan Demme : Pete Brummel
- 2016 : Les tribulations de Dean (Dean) de Martin Demetri : Le père de Dean
- 2017 : La Belle et la Bête (Beauty and the Beast) de Bill Condon : Maurice, le père de Belle

#### Années 2020
- 2021 : Lilly et l'Oiseau (The Starling) de Théodore Melfi : Larry
- 2022 : The Good House de Maya Forbes et Wallace Wolodarsky : Frank Getchell

### Télévision

#### Séries télévisées
- 1976 : C'est déjà demain (Search for Tomorrow) : Woody Reed
- 2016 : Maya and Marty : Le mari
- 2021 - 2024 : Bob's Burgers : Mr Fischoeder (voix)
- 2024 : Disclaimer : Stephen Brigstocke

#### Téléfilms
- 1976 : The Time of Your Life de Kirk Browning : McCarthy
- 1980 : The Pirates of Penzance de Wilford Leach et Joshua White : Le roi des pirates

### Réalisateur
- 1990 : Hamlet (téléfilm)[8].

## Distinctions

### Récompenses
- 1978 : Tony Award du meilleur second rôle masculin dans une comédie musicale (Best Performance by a Featured Actor in a Musical) pour sa prestation dans On the Twentieth Century[2] ;
- 1981 : Tony Award du meilleur interprète dans le rôle principal d'une comédie musicale (Best Performance by a Leading Actor in a Musical) pour sa prestation dans The Pirates of Penzance[2] ;
- 1989 : Oscar du meilleur second rôle pour sa prestation dans Un poisson nommé Wanda[2],[9] ;
- 2008 : Screen Actors Guild Award du meilleur acteur dans une mini-série ou un téléfilm pour As You Like It.

### Nominations
- Golden Globes et BAFTA 1983 pour Le Choix de Sophie[9]
- Tony Award 2004 : meilleur comédien pour Henry IV
- Golden Globes 2025 : Meilleur acteur dans une mini-série ou un téléfilm pour Disclaimer

## Voix françaises
En France, Dominique Collignon-Maurin (décédé en août 2025) a été la voix française régulière de Kevin Kline. Guy Chapellier l'a également doublé à six reprises. Occasionnellement, Jean-Philippe Puymartin et Hervé Bellon l'ont aussi doublé trois fois chacun et lors de deux occasions pour François Dunoyer.